# أحمد الشبيبي
أحمد علي مبارك الشبيبي (مواليد 3 يناير 1993، لاعب كرة قدم إماراتي يجيد اللعب حارس مرمى .
تدرج في نادي الجزيرة في الفئات السنية و انتقل إلى نادي الظفرة في عام 2015 .